# Nakiska
Nakiska är en vintersportort vid Mount Allan i Alberta i Kanada, belägen cirka 83 kilometer från Calgary. "Nakiska" är Creespråk för "mötas" eller "mötesplats."

## Historia
Platsen utvaldes 1983 och invigdes under andra halvan av 1986, inför olympiska vinterspelen 1988. I december 1986 hölls förolympiska tävlingar samt nordamerikanska cupen i alpin skidåkning  och i mars 1987 anordnades världscupdeltävlingar.
Vid olympiska vinterspelen hölls 10 olympiska tävlingar, samt freestyle (puckelpist), vilket då var en demonstrationsgren.

### Fotnoter
1. ↑  Ireland, Joanne (11 december 1986). ”Mt. Allan weathers criticism”. Edmonton Journal:  s. E7. http://news.google.com/newspapers?id=XwFlAAAAIBAJ&sjid=aogNAAAAIBAJ&pg=1020,320748&dq=nakiska+cree&hl=en.
2. ↑  ”Skiers rave about mountain”. Spokane Chronicle. Associated Press:  s. D2. 25 december 1987. http://news.google.com/newspapers?id=ckJYAAAAIBAJ&sjid=yPkDAAAAIBAJ&pg=7083,2181315&dq=nakiska+cree&hl=en.
3. ↑  ”Mount Allan set for pre-Olympic ski challenges”. Calgary Herald:  s. E4. 22 september 1986. http://news.google.com/newspapers?id=zndkAAAAIBAJ&sjid=an8NAAAAIBAJ&pg=4541,663454.
4. ↑  ”Ski body supports Mount Allan site”. Montreal Gazette. Canadian Press:  s. B-17. 8 december 1983. http://news.google.com/newspapers?id=j30xAAAAIBAJ&sjid=iKUFAAAAIBAJ&pg=6445,4133587.
5. ↑  ”Nakiska is for all”. Edmonton Journal:  s. E5. 20 november 1986. http://news.google.com/newspapers?id=VAFlAAAAIBAJ&sjid=aYgNAAAAIBAJ&pg=6144,5795480.
6. ↑  Slade, Daryl (4 december 1986). ”Nakiska ready for onslaught of enthusiasts”. Calgary Herald:  s. E8. http://news.google.com/newspapers?id=63pkAAAAIBAJ&sjid=Tn8NAAAAIBAJ&pg=1589,3021875.
7. ↑  Ireland, Joanne (11 december 1986). ”Mixed reviews for Nakiska”. Edmonton Journal:  s. E8. http://news.google.com/newspapers?id=XwFlAAAAIBAJ&sjid=aogNAAAAIBAJ&pg=1004,325343.
8. ↑  Slade, Daryl (4 december 1986). ”Skiers to put Mount Allan to the test”. Calgary Herald:  s. E8. http://news.google.com/newspapers?id=63pkAAAAIBAJ&sjid=Tn8NAAAAIBAJ&pg=1638%2C3019346.
9. ↑  Woods, Paul (12 december 1986). ”Mount Allan faces official FIS test”. Ottawa Citizen. Canadian Press:  s. C2. http://news.google.com/newspapers?id=6r4yAAAAIBAJ&sjid=Ye8FAAAAIBAJ&pg=1376,870664.
10. ↑  McConachie, Doug (9 mars 1987). ”Graham finishes second, still has shot at ski title”. Star-Phoenix (Saskatoon):  s. B-3. http://news.google.com/newspapers?id=cEJgAAAAIBAJ&sjid=6XANAAAAIBAJ&pg=1166%2C1841681.
11. ↑  McConachie, Doug (16 mars 1987). ”Boyd new Canadian downhill king”. Star-Phoenix (Saskatoon):  s. B-2. http://news.google.com/newspapers?id=dkJgAAAAIBAJ&sjid=33ANAAAAIBAJ&pg=1096%2C77646.
12. ↑  1988 Winter Olympics official report. Arkiverad 14 januari 2011 hämtat från the Wayback Machine. Part 1. sid. 128-43.